# 日本のトロンボーン奏者の一覧
日本のトロンボーン奏者の一覧(にほんのトロンボーンそうしゃのいちらん)では、プロフェッショナルとして活躍する著名なトロンボーン、バストロンボーンの演奏家並びに教育者を、職種別に列挙する。
Wikipedia内にページのある奏者については、

## オーケストラの奏者
ここでは、日本オーケストラ連盟(以下「オケ連」と表記)による日本のプロフェッショナル・オーケストラ年鑑の最新版と各団体のウェブサイトを基に、「オケ連」加盟団体に所属してクラシック音楽を中心とした演奏活動を行う者を記載する。
「オケ連」正会員の団体は基本的に公益財団法人又は公益社団法人の法人格を持ち、所属する奏者はフルタイム労働者として楽団に月給制又は年俸制にて正規雇用されている(契約奏者等を除く)。
「オケ連」準会員の団体に所属する奏者は、アマービレフィルを除き雇用されておらず、他は全てパートタイム労働者として扱われている。
各団体の待遇の詳細については、日本音楽家ユニオンによる日本のオーケストラ 賃金労働条件等実態一覧を参照のこと。
給与等の待遇において上記の水準を満たさない楽団に所属する奏者は、大半がパートタイム労働者として扱われている。当該の楽団及び奏者については個別に記載する。
各奏者が教鞭を執る学校については、次項の教育者欄を参照のこと。

### 日本オーケストラ連盟正会員団体の所属者
札幌交響楽団
- 山下友輔 (首席)
- 中野耕太郎 (副首席)
Japan XO Trombone Quartetメンバー
- 田中徹
- 澤山雄介 (バス)

山形交響楽団
- 太田涼平 (首席)
Trombone Quartet 虎徹 Kotetsuメンバー
- 篠崎唯
- 髙橋智広 (バス)

仙台フィルハーモニー管弦楽団
- 紺野駿人 (首席)
- 山田守 (バス)

群馬交響楽団
- 棚田和彦 (首席)
Japan XO Trombone Quartetメンバー
- 越智大輔 (首席)
Brass Ensemble Zero tokyoメンバー
- 石村源海
Courtois Japonメンバー
- 石原左近 (バス)

NHK交響楽団
- 新田幹男 (首席)
ハイブリッド・トロンボーン四重奏団、Trio Diesel各メンバー
- 古賀光 (首席)
Trio Diesel、Brass Hexagon、The Trombone Ensemble Minors各メンバー
- 池上亘
なぎさブラスゾリステン、Bachbone Japan各メンバー
- 𠮷川武典 (ヴェクセル)
Trombone Quartet ZIPANGメンバー
- 黒金寛行 (バス)
Japan XO Trombone Quartet、Trombone Quartet KLAR、Trio Sync.、Brass Ensemble Zero tokyo各メンバー

読売日本交響楽団
- 桒田晃 (首席)
Trombone Quartet ZIPANG、Custom Brass Quintet、読売日本交響楽団トロンボーンカルテット各メンバー
- 青木昴 (首席)
Bachbone Japan、読売日本交響楽団トロンボーンカルテット、Brass Ensemble Zero tokyo、Arc Brass各メンバー
- 葛西修平
読売日本交響楽団トロンボーンカルテットメンバー
- 篠崎卓美 (バス)
Trio Sync.、なぎさブラスゾリステン、Bachbone Japan、読売日本交響楽団トロンボーンカルテット各メンバー

東京都交響楽団
- 風早宏隆 (首席)
- 高瀬新太郎 (首席)
- ザッカリー・ガイルス
- 井口有里 (ヴェクセル)
Bachbone Japanメンバー
- 野々下興一 (バス)
侍ブラス、Trio Diesel各メンバー

新日本フィルハーモニー交響楽団
※契約団員はオーディションを経ず、個人事業主として歩合制による業務委託契約を結んでいる。
- 古賀慎治 (契約首席)
東京藝術大学教授
- 鈴木崇弘 (バス)
Harmonier Trombone Trioメンバー

日本フィルハーモニー交響楽団
- 伊藤雄太 (首席)
- 笠間勇登 (副首席)
- 福島莉那
- 中根幹太 (バス)

東京交響楽団
- 鳥塚心輔 (首席)
早川隆章「東京SLIDING倶楽部」、The Best Bee Brass in Japan各メンバー
- 大馬直人 (首席)
- 住川佳祐
- 藤井良太 (バス)

東京フィルハーモニー交響楽団
- 中西和泉 (首席)
- 辻姫子 (首席)
- 五箇正明
- 山内正博
- 石川浩 (バス)
- 藤田恵輔 (バス)

神奈川フィルハーモニー管弦楽団
※契約団員はオーディションを経ず、個人事業主として歩合制による業務委託契約を結んでいる。
- 府川雪野 (首席)
- 長谷川博亮 (ヴェクセル)
- 岩石茉奈 (契約)
- 池城勉 (バス)

名古屋フィルハーモニー交響楽団
- 香川慎二 (首席)
The Trombone Ensemble Minorsメンバー
- 田中宏史 (首席)
- 菅原薫 (バス)

セントラル愛知交響楽団
※契約団員はオーディションを経ず、個人事業主として歩合制による業務委託契約を結んでいる。
- 三浦葉月
- 高橋喜仁 (契約)
- 森田和央 (バス)

京都市交響楽団
- 戸澤淳 (ヴェクセル)
- 小西元司 (バス)
ハイブリッド・トロンボーン四重奏団メンバー

大阪フィルハーモニー交響楽団
- 福田えりみ (首席)
Bachbone Japan、Lumiere Trombone Quartetメンバー
- 新田旭 (ヴェクセル)

関西フィルハーモニー管弦楽団
- 亀岡航紀 (トップ)
- 松田洋介
- 熊谷和久 (バス)

大阪交響楽団
- 阿部竜之介 (首席)
- 矢巻正輝 (副首席)
- 中井信輔 (副首席・バス）

日本センチュリー交響楽団
- 西村菜月 (首席)
- 三窪毅
- 笠野・フラット・望 (バス)
Lumiere Trombone Quartetメンバー

広島交響楽団
- 清澄貴之 (首席)
The Trombone Ensemble Minorsメンバー
- 武崎創一郎 (バス)

九州交響楽団
- 髙井郁花 (首席)
- 山下秀樹
Harmonier Trombone Trioメンバー
- 古荘恭英 (バス)

### オケ連正会員であるが、楽団員を雇用しない団体の所属者
東京シティ・フィルハーモニック管弦楽団
通称「シティフィル」は一般社団法人で、オケ連正会員だが、楽団員とは個人事業主として歩合制による業務委託契約を結んでいる。楽団員は招待オーディションによって入団している。契約団員はオーディションを経ていない。
- 佐藤洋樹 (首席)
BLUESKY Orchestra、The Best Bee Brass in Japan各メンバー
- 藤田麻里奈 (副首席)
- 上田智美 (契約)
Trombone Quartet KLARメンバー

パシフィックフィルハーモニア東京
通称「パシフィックフィル」は一般社団法人で、オケ連正会員だが、楽団員とは個人事業主として歩合制による業務委託契約を結んでいる。但し、近年オーディションを経て入団した者は年俸制で正規雇用されており、オーディションを経ずに入団した旧来の楽団員とは待遇に数倍の差がある。
- パブロ・ティティアイエフ (首席)
- 渡辺善行
- 武内紗和子
Sun Bones Trombone Trio、Courtois Japon各メンバー
- 恵藤康充 (バス)

富士山静岡交響楽団
通称「静響」はオケ連正会員だが、楽団員とは個人事業主として歩合制による業務委託契約を結んでいる。遠隔地在住者の交通・宿泊費は支給される。
- 中川亜美 (首席)
- 鶴田陸
- 星野和音 (バス)
ハーツウインズメンバー

中部フィルハーモニー交響楽団
通称「中部フィル」はNPO法人で、オケ連正会員だが、楽団員とは個人事業主として歩合制による業務委託契約を結んでいる。楽団員には契約更新のための内部オーディションが課せられた。遠隔地在住者の交通・宿泊費は支給されない。
- 菅貴登 (首席)
- 丸田和輝 (バス)

兵庫芸術文化センター管弦楽団
通称「PAC」は演奏家を育成する教育目的のオーケストラであるため、最大3年間の任期を終えると退団することとなる。また、オケ連正会員だが、楽団員とは個人事業主として年俸制による業務請負契約を結んでいる(年間360万円、社宅有り)。
- ステファン・ベンチッチ
- 山田怜央 (バス)

### 日本オーケストラ連盟準会員団体の所属者
千葉交響楽団
通称「千葉響」は楽団員を終身雇用していたが、2010年度以降の入団者について個人事業主として完全歩合制による業務請負契約を結んでいる。なお、トロンボーン奏者の初めてのオーディションが行われたのは2015年であるが、合格者の入団辞退により現在の楽団員は招待され入団した。オケ連準会員。
- 箱山芳樹

東京ユニバーサル・フィルハーモニー管弦楽団
通称「ユニフィル」は一般社団法人で、楽団員とは個人事業主として歩合制による業務委託契約を結んでいる。オケ連準会員。
- 大川真紀夫 (首席)
- 中村友子
- 中村弥生 (バス)

藝大フィルハーモニア管弦楽団
通称「藝フィル」は楽団員を国立大学法人である東京藝術大学の非常勤講師と扱い、個人事業主として歩合制による業務委託契約を結んでいる。オケ連準会員。
- 東川暁洋
Twilight Trombone Quartet、Brass Ensemble Zero tokyo各メンバー

愛知室内オーケストラ
通称「ACO(愛知室内)」は一般社団法人で、楽団員とは個人事業主として歩合制による業務委託契約を結んでいる。遠隔地在住者の交通・宿泊費は支給される。オケ連準会員。
- 久保健斗

京都フィルハーモニー室内合奏団
通称「京都フィル」はNPO法人で、楽団員とは個人事業主として歩合制による業務委託契約を結んでいる。オケ連準会員。
- 村井博之

アマービレフィルハーモニー管弦楽団
通称「アマービレフィル」は一般社団法人で、楽団員は入団時に固定給の正規雇用又は、個人事業主として歩合制による業務委託契約を選択することが出来る。オケ連準会員。
- 奥真美
- 西川侑作 (契約)
- 澤井亮太朗 (バス)

ザ・カレッジ・オペラハウス管弦楽団
通称「オペ管」は学校法人となる大阪音楽大学により運営されるため、楽団員とは個人事業主として歩合制による業務委託契約を結んでいる。オケ連準会員。
- 岡村哲朗
Sun Bones Trombone Trioメンバー
- 松下浩之
- 織田貴浩 (バス)

奈良フィルハーモニー管弦楽団
通称「奈良フィル」はNPO法人で、楽団員とは個人事業主として歩合制による業務委託契約を結んでいる。オケ連準会員。
- 岸部雅史
- 田上優希
- 寺谷糧 (バス)

岡山フィルハーモニック管弦楽団
通称「岡山フィル」は公益財団法人岡山文化芸術創造によって運営され、楽団員とは個人事業主として歩合制による業務委託契約を結んでいる。遠隔地在住者の交通・宿泊費は支給される。オケ連準会員。
- 工藤弦汰

瀬戸フィルハーモニー交響楽団
通称「瀬戸フィル」は公益社団法人で、楽団員とは個人事業主として歩合制による業務委託契約を結んでいる。オケ連準会員。
- 大淵真英
- 日生貴之
- 原田直郎
- 眞砂美輪 (バス)

### 日本国外のオーケストラの所属者
- 山本浩一郎 (シアトル交響楽団首席奏者)[37]
- 神田めぐみ (ミルウォーキー交響楽団首席奏者)[38]
- 吉田・ベルワルツ・なを美 (北西ドイツフィルハーモニー管弦楽団奏者)[39]
- 渡辺亜紀子 (デトモルト歌劇場管弦楽団副首席奏者)[40]
- 中西雅之 (エッセン・フィルハーモニー管弦楽団首席奏者)[41]
- 清水真弓 (南西ドイツ放送交響楽団首席奏者)[42]

## 吹奏楽の奏者
本邦に楽団員の正規雇用を行うプロ団体は自衛隊、警察、消防、海上保安庁の各音楽隊を除いて現在一つも存在せず、また、日本オーケストラ連盟のようなプロ団体を統轄する組織も存在しない。

### かつて楽団員を正規雇用していた団体の所属者
ここでは、かつて楽団員を正規雇用していた団体に所属して演奏活動を行う者を各団体のウェブサイトを基に記載する。いずれの団体も現在、楽団員とは個人事業主として歩合制による業務委託契約を結んでいる。
東京佼成ウインドオーケストラ
- 今村岳志
Courtois Japon、Twilight Trombone Quartet、Harmonier Trombone Trio各メンバー
- 佐藤敬一朗 (バス)
Twilight Trombone Quartetメンバー

Osaka Shion Wind Orchestra
- 戸井田晃和
Lumiere Trombone Quartetメンバー
- 石井徹哉 (バス)
Sun Bones Trombone Trioメンバー

### 実業団
吹奏楽実業団はプロ団体ではないものの、母体企業は実業団での演奏を前提とした採用を行っている。所属する者は正規雇用を受けながら、終業後に所属企業の吹奏楽団にて演奏に従事する。
上述の音楽隊の内、兼務隊に近い位置付けである。
ベアーズウインドオーケストラ
ヤマハ吹奏楽団

## その他、プロフェッショナルを自称する団体の奏者
ここでは、固定の楽団員を持つが、日本オーケストラ連盟非加盟オーケストラや吹奏楽団など、楽団員の雇用を行なわずプロフェッショナルを自称する、常設の団体に所属する者について、各団体のウェブサイトを基に記載する。
いずれの団体も楽団員とは個人事業主として歩合制による業務委託契約を結んでいる。

### オーケストラ
池袋アニメーションフィルハーモニー
- 西宥介 (首席)
- 代田将也
- 下村壮平 (バス)

MCFオーケストラとちぎ
- 直井紀和
- 田村和久
- 日向野美紀
- 武崎創一郎 (バス)
広島交響楽団バストロンボーン奏者

ジャパン・ジェネラル・オーケストラ
- 髙瀨新太郎
東京都交響楽団首席奏者
- 住川佳祐
東京交響楽団奏者
- 鈴木崇弘 (バス)
新日本フィルハーモニー交響楽団バストロンボーン奏者

足利カンマーオーケスター
- 丸山明日香
- 市村信持 (バス)

オーケストラ・ジャパン
- 竹内優彦
- 小篠和弥
- 佐々木匡史 (バス)

シアターオーケストラトウキョウ
- 梶原彰人 (首席)
- 菅貴登
中部フィルハーモニー交響楽団首席奏者
- 三田博基 (バス)

東京シンフォニエッタ
- 西岡基

東京室内管弦楽団
- 井上康一 (首席)
- 上田智美

イルミナートフィルハーモニーオーケストラ
- 小田桐寛之
洗足学園音楽大学教授
- 福澤優加
- 村田秀文
- 比嘉一博 (バス)

オーケストラ・トリプティーク
- 山本靖之 (首席)
- 鯖瀬真義 (バス)

タクティカートオーケストラ
- 藤原功次郎 (首席)
- 武内紗和子
- 久保田和弥 (バス)

日本セントラルオーケストラ
- 轟木敬 (首席)
- 今村耀
- 下村壮平 (バス)

横浜シンフォニエッタ
- 今込治

シンフォニエッタ静岡
- 加藤直明
- 野村美樹

関西室内楽協会
- 日岡見紗

琉球交響楽団
- 比嘉直樹
- 又吉智教
- 井上真紀子 (バス)

### 吹奏楽団
プロウインドオーケストラ北海道
- 斉藤拓太
- 代田将也
- 永森絢女

東京吹奏楽団
- 小田愛美
- 村本悠里亜 (バス)

ぱんだウインドオーケストラ
- 松永遼
- 福田えりみ
大阪フィルハーモニー交響楽団首席奏者
- 山下純平

ブリッツフィルハーモニックウインズ
- 飯田智彦

ハーツウインズ
- 小篠亮介
- 尾崎麻佑子
- 星野和音 (バス)
富士山静岡交響楽団バストロンボーン奏者

ウィッシュウィンドオーケストラ
- 正富由香
- 竹内優彦

シエナ・ウインド・オーケストラ
- 長谷川貴大
- 郡恭一郎
- 山口隼士 (バス)

フィルハーモニックウインズ浜松
- 小和田有希
- 濵口祐輔
- 小野和将

フィルハーモニック・ウインズ大阪
- 河毛博子
- 髙島潤
- 荒垣美智子 (バス)
- 鎌田海志 (バス)

日本ウインドアンサンブル
- 山田貴之 (首席)
- 池田修実
- 野見山徳
- 畠中麻祐子 (首席・バス)

広島ウインドオーケストラ
法人格を持たない任意団体であり、公演は無報酬。遠隔地在住者の交通・宿泊費は支給される。
- 福原恭平
- 加藤陽介
- 原田直郎
瀬戸フィルハーモニー交響楽団奏者

九州管楽合奏団
- 木村哲雄
- 堀さゆり
- 村岡淳志

### その他の編成
ズーラシアンブラス
スマトラトラ、アムールヒョウ、ウンピョウのお友達プレイヤーを記載する。
- 髙瀨新太郎
東京都交響楽団首席奏者
- 小篠亮介
- 梅澤駿佑
- 住川佳祐
東京交響楽団奏者
- 山内正博
東京フィルハーモニー交響楽団奏者
- 櫻井俊
- 戸澤淳
京都市交響楽団奏者
- 藤井良太 (バス)
東京交響楽団バストロンボーン奏者
- 菅原薫 (バス)
名古屋フィルハーモニー交響楽団バストロンボーン奏者

## 教育者
ここでは、音楽之友社より刊行されている音楽大学・高校 学校案内の最新版と各学校のウェブサイトを基に、本邦の高等教育機関においてトロンボーンの教育活動を行う者について記載する。専任教員として教授ないし准教授職に就く者は正規雇用されており、客員教授及び非常勤講師職に就く者は非正規雇用若しくは業務委託契約を結んでいる。

### 国公立芸術大学
東京藝術大学
- 古賀慎治 (教授)
新日本フィルハーモニー交響楽団契約首席奏者

- 石川浩 (非常勤講師)
東京フィルハーモニー交響楽団バストロンボーン奏者

愛知県立芸術大学
- 倉田寛 (教授)
元神奈川フィルハーモニー管弦楽団首席奏者、声楽家(テノール)、なぎさブラスゾリステンメンバー
- 田中宏史 (講師)
名古屋フィルハーモニー交響楽団首席奏者

京都市立芸術大学
- 岡本哲 (講師)
元京都市交響楽団首席奏者、相愛大学教授
- 小西元司 (講師)
京都市交響楽団バストロンボーン奏者

沖縄県立芸術大学
- 𠮷川武典 (講師)
NHK交響楽団ヴェクセル奏者、東邦音楽大学、東京音楽大学各特任准教授
- 黒金寛行 (講師)
NHK交響楽団バストロンボーン奏者

### 私立単科音楽大学 及びそれに準ずる総合大学
桐朋学園大学
- 神谷敏 (特任教授)
元NHK交響楽団首席奏者、東京トロンボーン四重奏団メンバー
- 桒田晃 (講師)
読売日本交響楽団首席奏者
- 古賀光 (講師)
NHK交響楽団首席奏者
- 今村岳志 (講師)
東京佼成ウインドオーケストラ奏者

東京音楽大学
- 栗田雅勝 (教授)
元NHK交響楽団首席奏者、東京トロンボーン四重奏団メンバー
- 新田幹男 (特任教授)
NHK交響楽団首席奏者
- 𠮷川武典 (特任准教授)
NHK交響楽団ヴェクセル奏者、東邦音楽大学特任准教授
- 岸良開城 (講師)
元日本フィルハーモニー交響楽団副首席奏者、国立音楽大学教授
- 野々下興一 (講師)
東京都交響楽団バストロンボーン奏者
- 井口有里 (講師)
東京都交響楽団ヴェクセル奏者
- 渡邉善行 (講師)
パシフィックフィルハーモニア東京奏者

武蔵野音楽大学
- 井上順平 (特任准教授)
元東京都交響楽団バストロンボーン奏者
- 桒田晃 (講師)
読売日本交響楽団首席奏者
- 井口有里 (講師)
東京都交響楽団ヴェクセル奏者
- 風早宏隆 (講師)
東京都交響楽団首席奏者
- 石原左近 (講師)
群馬交響楽団バストロンボーン奏者

国立音楽大学
- 岸良開城 (教授)
元日本フィルハーモニー交響楽団副首席奏者、Trombone Quartet ZIPANGメンバー
- 青木昂 (講師)
読売日本交響楽団首席奏者
- 黒金寛行 (講師)
NHK交響楽団バストロンボーン奏者
- 古賀光 (講師)
NHK交響楽団首席奏者

洗足学園音楽大学
- 池上亘 (教授)
NHK交響楽団奏者
- 小田桐寛之 (教授)
元東京都交響楽団首席奏者 (詳細はフリーランス項の当該者を参照)
- 府川雪野 (講師)
神奈川フィルハーモニー管弦楽団首席奏者
- 菅貴登 (講師)
中部フィルハーモニー交響楽団首席奏者
- 倉田寛 (講師)
元神奈川フィルハーモニー管弦楽団首席奏者、愛知県立芸術大学教授
- 岸良開城 (講師)
元日本フィルハーモニー交響楽団副首席奏者、国立音楽大学教授
- 青木昂 (講師)
読売日本交響楽団首席奏者
- 今村岳志 (講師)
東京佼成ウインドオーケストラ奏者
- 藤原功次郎 (講師)
元日本フィルハーモニー交響楽団奏者
- 野々下興一 (講師)
東京都交響楽団バストロンボーン奏者
- 篠崎卓美 (講師)
読売日本交響楽団バストロンボーン奏者
- 山口隼士 (講師)
シエナ・ウインド・オーケストラバストロンボーン奏者
- 門脇賀智志 (講師)
元新日本フィルハーモニー交響楽団バストロンボーン奏者、昭和音楽大学教授
- 暮林直樹 (講師)
- 山﨑朋生 (講師)

昭和音楽大学
- 門脇賀智志 (教授)
元新日本フィルハーモニー交響楽団バストロンボーン奏者、Trombone Quartet ZIPANGメンバー
- 小田桐寛之 (客員教授)
元東京都交響楽団首席奏者、洗足学園音楽大学教授
- 古賀光 (講師)
NHK交響楽団首席奏者
- 伊藤雄太 (講師)
日本フィルハーモニー交響楽団首席奏者
- 青木昂 (講師)
読売日本交響楽団首席奏者
- 池上亘 (講師)
NHK交響楽団奏者
- 村上美希 (講師)
- 郡恭一郎 (講師)
シエナ・ウインド・オーケストラ奏者

東邦音楽大学
- 𠮷川武典 (特任准教授)
NHK交響楽団ヴェクセル奏者、東京音楽大学特任准教授

名古屋音楽大学
- 山口尚人 (准教授)
元新日本フィルハーモニー交響楽団副首席奏者
- 野々下興一 (客員准教授)
東京都交響楽団バストロンボーン奏者
- 田中宏史 (講師)
名古屋フィルハーモニー交響楽団首席奏者
- 香川慎二 (講師)
名古屋フィルハーモニー交響楽団首席奏者
- 小幡芳久 (講師)
元名古屋フィルハーモニー交響楽団バストロンボーン奏者

名古屋芸術大学
- 田中宏史 (講師)
名古屋フィルハーモニー交響楽団首席奏者
- 永井淳一郎 (講師)

大阪音楽大学
- 呉信一 (客員教授)
元大阪フィルハーモニー交響楽団トップ奏者 (詳細はフリーランス項の当該者を参照)
- 新田幹男 (客員教授)
NHK交響楽団首席奏者、東京音楽大学特任教授
- 福田えりみ (講師)
大阪フィルハーモニー交響楽団首席奏者
- 藤原功次郎 (講師)
元日本フィルハーモニー交響楽団奏者
- 松下浩之 (講師)
ザ・カレッジ・オペラハウス管弦楽団奏者
- 村井博之 (講師)
京都フィルハーモニー室内合奏団奏者
- 矢巻正輝 (講師)
大阪交響楽団副首席奏者
- 山下浩生 (講師)
元宝塚歌劇オーケストラ奏者
- 小西元司 (講師)
京都市交響楽団バストロンボーン奏者
- 中井信輔 (講師)
大阪交響楽団副首席バストロンボーン奏者

相愛大学
- 岡本哲 (教授)
元京都市交響楽団首席奏者
- 呉信一 (客員教授)
元大阪フィルハーモニー交響楽団トップ奏者
- 矢巻正輝 (講師)
大阪交響楽団副首席奏者
- 近藤孝司 (講師)
元日本センチュリー交響楽団首席奏者
- 小西元司 (講師)
京都市交響楽団バストロンボーン奏者

大阪芸術大学
- 玉木優 (客員教授)
ソリスト、元南デンマークフィルハーモニー管弦楽団、元東京佼成ウインドオーケストラ奏者
- 風早宏隆 (講師)
東京都交響楽団首席奏者
- 近藤孝司 (講師)
元日本センチュリー交響楽団首席奏者

大阪教育大学
- 戸澤淳 (講師)
京都市交響楽団ヴェクセル奏者

エリザベト音楽大学
- 若狭和良 (教授)
元東京交響楽団首席奏者、Japan XO Trombone Quartetメンバー
- ファブリス・ミリシェー (客員教授)
ザールブリュッケン・カイザースラウテルン・ドイツ放送フィルハーモニー管弦楽団首席奏者
- 笠野・フラット・望 (講師)
日本センチュリー交響楽団バストロンボーン奏者

くらしき作陽大学
- 白濱俊宏 (准教授)
- 中根幹太 (講師)
日本フィルハーモニー交響楽団バストロンボーン奏者

平成音楽大学
- 柏尾剛德 (教授)
- 髙井郁花 (講師)
九州交響楽団首席奏者
- 山田善裕 (講師)

### 総合大学
宮城学院女子大学
- 矢崎雅巳 (講師)
元仙台フィルハーモニー管弦楽団奏者

聖徳大学
- 石川浩 (講師)
東京フィルハーモニー交響楽団バストロンボーン奏者
- 中西和泉 (講師)
東京フィルハーモニー交響楽団首席奏者
- 𠮷川武典 (講師)
NHK交響楽団ヴェクセル奏者、東邦音楽大学、東京音楽大学各特任准教授

尚美学園大学
- 門脇賀智志 (講師)
元新日本フィルハーモニー交響楽団バストロンボーン奏者、昭和音楽大学教授

日本大学
- 古賀慎治 (講師)
新日本フィルハーモニー交響楽団契約首席奏者、東京藝術大学教授
- 長谷川貴大 (講師)
シエナ・ウインド・オーケストラ奏者

玉川大学
- 辻姫子 (講師)
東京フィルハーモニー交響楽団首席奏者

桜美林大学
- 伊藤吉隆 (講師)

山梨大学
- 大内邦靖 (教授)

金城学院大学
- 倉田寛 (講師)
元神奈川フィルハーモニー管弦楽団首席奏者、愛知県立芸術大学教授

金沢大学
- 廣瀬大悟 (講師)
Trombone Quartet KLARメンバー

同志社女子大学
- 井谷昭彦 (講師)
元京都市交響楽団副首席奏者
- 吉田勝博 (講師)
元大阪フィルハーモニー交響楽団バストロンボーン奏者

武庫川女子大学
- 戸澤淳 (講師)
京都市交響楽団ヴェクセル奏者

神戸女学院大学
- 藤原功次郎 (講師)
元日本フィルハーモニー交響楽団奏者
- 松下浩之 (講師)
ザ・カレッジ・オペラハウス管弦楽団奏者
- 的場誠治 (講師)

広島文化学園大学
- 清澄貴之 (講師)
広島交響楽団首席奏者
- 福原恭平 (講師)
広島ウインドオーケストラ奏者
- 小林泰一郎 (講師)
元東京フィルハーモニー交響楽団奏者

島根大学
- 小坂達也 (准教授)

高知大学
- 梶原彰人 (准教授)
The Trombone Ensemble Minorsメンバー

### 短期大学
桐朋学園芸術短期大学
- 神谷敏 (特任教授)
元NHK交響楽団首席奏者、東京トロンボーン四重奏団メンバー
- 村田厚生 (講師)
- 村田秀文 (講師)

上野学園短期大学
- 今込治 (講師)
Trombone Quartet KLARメンバー

東邦音楽短期大学
- 𠮷川武典 (特任准教授)
NHK交響楽団ヴェクセル奏者、東京音楽大学特任准教授

常葉大学(短期大学部)(2026年度以降学生募集を停止)
- 星野和音 (講師)

大垣女子短期大学
- 森岡佐和 (准教授)
元名古屋フィルハーモニー交響楽団ヴェクセル奏者

作陽短期大学
- 中根幹太 (講師)
日本フィルハーモニー交響楽団バストロンボーン奏者

山口芸術短期大学
- 小野隆洋 (教授)

## フリーランス
ここでは、日本オーケストラ連盟加盟団体等のプロ団体に楽団員として所属して演奏していた経歴を有し、現在本邦に於いてフリーランスとして演奏活動を行っている人物について記載する。
- 呉信一
元大阪フィルハーモニー交響楽団トップ奏者、京都市立芸術大学名誉教授、ハイブリッド・トロンボーン四重奏団メンバー

- 小田桐寛之
元東京都交響楽団首席奏者、東京トロンボーン四重奏団、Bachbone Japan各メンバー、洗足学園音楽大学教授、日本トロンボーン協会会長

- 荻野昇
元東京交響楽団首席奏者

- 宮下宣子
元新日本フィルハーモニー交響楽団奏者、古楽金管アンサンブル「ANGELICO」アンジェリコ主宰

- 平田慎
元東京フィルハーモニー交響楽団バストロンボーン奏者

- 菊池公佑
元仙台フィルハーモニー管弦楽団首席奏者

- 藤原功次郎
元日本フィルハーモニー交響楽団奏者

- 松谷聡美
元セントラル愛知交響楽団奏者

- 福田良正
元中部フィルハーモニー交響楽団奏者

- 森川元気
元中部フィルハーモニー交響楽団バストロンボーン奏者

- 櫻井俊
元兵庫芸術文化センター管弦楽団奏者

- 橘田達郎
元兵庫芸術文化センター管弦楽団奏者

- 玉木優
元東京佼成ウインドオーケストラ奏者

## 軽音楽

### 雇用のある団体の所属者
宝塚歌劇オーケストラ
通称「塚オケ」は日本オーケストラ連盟に加盟していないが、楽団員を正規雇用している。
- 田中裕香
Lumiere Trombone Quartetメンバー
- 岸本凌雅

### フリーランス
- 青木タイセイ
- 新井英治
- 五十嵐誠
- 池田雅明
- 内田光昭
- 榎本裕介
- 鍵和田道男
- 片岡雄三
- 苅込博之
- 川原聖仁
- 北原雅彦
東京スカパラダイスオーケストラ奏者
- 河野広明
- 佐藤春樹
- 佐藤洋樹
東京シティ・フィルハーモニック管弦楽団首席奏者
- 佐野聡
- 鹿討奏
- 高井天音
- 高橋真太郎
- 角田健一
- 鳥塚心輔
東京交響楽団首席奏者
- 中川英二郎
- 中路英明
- 橋本佳明
- 橋本果奈
- 治田七海
- 早川隆章
- 広原正典
- 藤井裕樹
- 松尾直樹
- 松本治
- 宮内岳太郎
- 三塚知貴
- 向井滋春
- 村田陽一
- 山下定英
- 和田充弘
- 朝里勝久 (バス)
- 佐々木匡史 (バス)
- 堂本雅樹 (バス)
- 西田幹 (バス)
- 村上準一郎 (バス)
- 山城純子 (バス)

## スタジオミュージシャン
本邦に於いて「スタジオミュージシャン」として演奏している人物は、そのほとんどが著作隣接権使用料等の分配を受け取るため「演奏家権利処理合同機構MPN」に登録をしている。
登録ミュージシャンについては、同機構の会員紹介ウェブサイト"MPN Members"に登録されている演奏家を参照のこと。

## コンクール入賞者
ここでは、日本管打楽器コンクールと東京音楽コンクールの入賞者を列挙する。
日本管打楽器コンクールは2003年の第20回よりバストロンボーンでの出場が認められるようになった。東京音楽コンクールはバストロンボーンでの出場は不可能。
また、現在ではトロンボーンでの出場が不可能な日本音楽コンクールについても、管楽器部門として開かれていた際の入賞者を列挙する。

### 日本管打楽器コンクール
第2回(1985年)日本管打楽器コンクール(トロンボーン部門)
- 第1位 古賀慎治
- 第2位 近藤孝司
- 第3位 スティーブン・シンガー
- 入選 𠮷川武典
- 入選 小田滋幸

第5回(1988年)日本管打楽器コンクール(トロンボーン部門)
- 第1位・大賞 𠮷川武典
- 第2位 Jean-Christophe POUGET
- 第3位 山本浩一郎
- 入選 Ludovic Jean MILHIET
- 入選 山下浩生
- 入選 倉田寛

第8回(1991年)日本管打楽器コンクール(トロンボーン部門)
- 第1位・大賞 山本浩一郎
- 第2位 桒田晃
- 第3位 池上亘
- 入選 奥村晃
- 入選 倉田寛

第11回(1994年)日本管打楽器コンクール(トロンボーン部門)
- 第1位・最優秀演奏者・特別賞 Sébastien Larrère
- 第2位 Laurent Madeuf
- 第3位 倉田寛
- 第4位 桒田晃
- 第5位 鹿野鉄郎

第14回(1997年)日本管打楽器コンクール(トロンボーン部門)
- 第1位・特別賞 奥村晃
- 第2位 若狭和良
- 第3位 岡本哲
- 第4位 石川浩
- 第5位 松永英也

第17回(2000年)日本管打楽器コンクール(トロンボーン部門)
- 第1位 風早宏隆
- 第2位 岡本哲
- 第3位 山口尚人
- 第4位 佐藤洋樹
- 第5位 井上康一

第20回(2003年)日本管打楽器コンクール(トロンボーン部門)
- 第1位 篠崎卓美 (バス)
- 第2位 古賀光
- 第3位 香川慎二
- 第4位 渡辺善行
- 第5位 南城友恵

第23回(2006年)日本管打楽器コンクール(トロンボーン部門)
- 第1位 黒金寛行 (バス)
- 第2位 梶原彰人
- 第3位 香川慎二
- 第4位 田中裕香
- 第5位 東川暁洋

第26回(2009年)日本管打楽器コンクール(トロンボーン部門)
- 第1位 玉木優
- 第2位 中野耕太郎
- 第3位 山口隼士 (バス)
- 第4位 田中裕香
- 第5位 越智大輔

第29回(2012年)日本管打楽器コンクール(トロンボーン部門)
- 第1位 東川暁洋
- 第2位 星野舞子 (バス)
- 第3位 菅原薫 (バス)
- 入選 上田智美
- 入選 今村岳志

第32回(2015年)日本管打楽器コンクール(トロンボーン部門)
- 第1位・特別大賞 森川元気 (バス)
- 第2位 中野耕太郎
- 第3位 笠野望 (バス)
- 入選 髙井郁花
- 入選 越智大輔

第35回(2018年)日本管打楽器コンクール(トロンボーン部門)
- 第1位・特別大賞 鈴木崇弘 (バス)
- 第2位 髙瀨新太郎
- 第3位 髙井郁花
- 入選 伊藤大智
- 入選 澤山雄介 (バス)

第38回(2023年)日本管打楽器コンクール(トロンボーン部門)
- 第1位 久保田和弥 (バス)
- 第2位 大泉茉弓 (第1位と同点だったが決選投票の結果、1票差で2位)
- 第3位 鶴田陸
- 入選 秋口響哉
- 入選 岩石茉奈

### 東京音楽コンクール
第1回(2003年)東京音楽コンクール(金管部門)
- 第1位 府川雪野
- 第3位 井上康一

第2回(2004年)東京音楽コンクール(金管部門)
- 第2位 新井達也
- 第3位 伊藤敬二

第3回(2005年)東京音楽コンクール(金管部門)
- 第2位 上田智美
- 第3位 新井達也

第6回(2008年)東京音楽コンクール(金管部門)
- 第1位 藤原功次郎
- 第3位 伊藤敬二

第8回(2010年)東京音楽コンクール(金管部門)
- 第2位 玉木優

第10回(2012年)東京音楽コンクール(金管部門)
- 第2位 辻姫子

第12回(2014年)東京音楽コンクール(金管部門)
- 第2位 東川暁洋

第14回(2016年)東京音楽コンクール(金管部門)
- 第3位 東川暁洋

第16回(2018年)東京音楽コンクール(金管部門)
- 第2位 髙瀨新太郎

第18回(2020年)東京音楽コンクール(金管部門)
- 1位 伊藤雄太

第22回(2024年)東京音楽コンクール(金管部門)
- 第2位 福島莉那
- 第3位 パブロ・ティティアイエフ

### 日本音楽コンクール
第29回(1960年)日本音楽コンクール(管楽器部門)
- 第1位 山元勲
- 第2位 三輪純生

第35回(1966年)日本音楽コンクール(管楽器部門)
- 第2位 高橋正明
- 第3位 船山紘良

第43回(1974年)日本音楽コンクール(管楽器部門)
- 第3位 磯貝富治男
- 入選 白石直之

第49回(1980年)日本音楽コンクール(管楽器部門)
- 第2位 近藤孝司
- 第3位 宮下宣子